# 新彭寧頓 (印地安納州)
新彭寧頓（英語：New Pennington）是位於美國印地安納州第開特縣的一個非建制地區。該地的面積和人口皆未知。

## 地理
新彭寧頓的座標為39°16′47″N 85°19′29″W / 39.27972°N 85.32472°W，而該地的平均海拔高度為297米（即974英尺）。